# 狩野喜彦
狩野喜彦（かのう よしひこ、Yoshihiko Cano、1952年 - ）は、日本の映像ディレクター。写真家。静岡県静岡市生まれ。
「世界の車窓から」「鳥になる日」「世界の街道をゆく」など、海外を取材した仕事が多い。

## 来歴
1975年にテレビマンユニオン・コマーシャル（後のテレコム・ジャパン）に入社。テレビ番組、ラジオ番組、コマーシャル、ビデオ・ソフトの企画、演出に携わる。
1987年に退社し、フリーランスの演出家として活動を始める。同年よりスタートした現在も放送中の長寿番組「世界の車窓から」（テレコムスタッフ）の第1回を担当コンセプトを作り、演出をする。近年までこの番組の演出の多くを手掛けていたが、2009年からはキヤノン提供の「世界の街道をゆく」（制作テレコムスタッフ、テレビ朝日）のコンセプトから演出、編集までを全て手掛けている。
狩野喜彦は、ドキュメンタリー番組のフリーランスのディレクターであり、そのディレクションスタイルは、現場での演出、その後の編集構成やナレーション原稿、音選びなど最初から最後までを一貫して一人で制作することが多い。テレコムスタッフ制作の番組を演出することが多い。またライカ使いの写真家でもあり、写真集を出版、写真展も何度か開催している。またエッセイストとしても活躍し、テレビ、ラジオなどの製作を通して世界70カ国以上を訪れている。

## テレビ番組
- 世界の車窓から（テレビ朝日）／1987年からはじまり現在も放送中の長寿番組である。その第1回を担当する。その後も、「世界の街道をゆく」がはじまるまで、たびたび演出をしている。制作はテレコムジャパンからテレコムスタッフに受け継がれている。
- サウンド・ブレイク／映像と音楽だけで表現される実験映像詩（テレビ東京）
- 日曜スペシャル　ツール・ド・フランス69回大会／日本で最初にツール・ド・フランスを放送した。（テレビ東京）
- ノーベル賞スペシャル／1982年のノーベル賞のドキュメンタリー　（テレビ東京）
- 元旦スペシャル　世界の初日の出／ケニア、オマーン担当　（朝日放送）
- ワールド・ナウ／海外ドキュメンタリー　（朝日放送）
- 録画チャンネル4.5 東京幻想曲／1986年、秋の東京を4時間半に渡り映像と音楽で構成　（フジテレビ）
- 出会い・街角・エトランジェ／女優を主人公とした旅番組 中野良子（パンプローナ）神崎愛（ヴェネツィア）安奈淳（南フランス）（テレビ東京）
- テレビ朝日、クリエイティヴ・ネクサス
- 「旅の街から」／著名人による旅番組　木野花（マントン）溝口肇（バルセロナ）甲田益也子（ブルージュ）三田佳子（メープル街道）麻生圭子（トロント）（朝日放送、ドキュメンタリー・ジャパン）
- 「関西進行形」／関西中心の情報番組　司会、嵐山光三郎　東ちづる（朝日放送、大阪テレコム）
- 「追跡」／情報ドキュメンタリー　玉村豊男、木村尚三郎によるフランス食紀行（日本テレビ、ドキュメンタリー・ジャパン）
- 「マリン・リゾート・スペシャル　水平線の南」／岡田眞澄主演による旅番組（フジテレビ、大野木オフィス）
- 「○N・Y者ニューヨーカー」／著名人によるニューヨーク滞在記（フジテレビ、テレコム・ジャパン）
- 「地球の歩き方スペシャル」／秋吉満ちる、溝口肇によるカリブ海クルーズ（朝日放送、テレコム・ジャパン）
- 「やっぱり人間が面白い」／人間ドキュメンタリー　栗本慎一郎篇、熊本マリ篇（フジテレビ、ドキュメンタリー・ジャパン）
- 「私の履歴書」／著名人を対象としたドキュメンタリー　萬屋錦之介篇、妹尾河童篇（テレビ東京、クリエイティヴ・ネクサス）
- 「WHAT'S NEXT」／アーティストを対象としたイメージ・ドキュメンタリー）大竹伸朗篇、團紀彦篇、一曾幸弘篇、長谷川陽子篇
- スペシャル　「統一ドイツで振る第九！」／女性指揮者天沼裕子のドキュメンタリー（フジテレビ、ドキュメンタリー・ジャパン）
- 「ザ・スクープ」／流血の革命劇、ルーマニア革命の真相（テレビ朝日、ドキュメンタリー・ジャパン）
- Esquireスペシャル　「男たちの肖像」／1920〜30年代のメンズ・ファッションを軸とした文化史（WOWOW、テレコム・ジャパン）
- 「高原の美術館」、古都の美術館、海辺の美術館、森の美術館、街道の美術館／女性著名人による美術館紀行　NHK BS-2、ドキュメンタリー・ジャパン）
- スペシャル　「ドイツ・オペラへの招待　バイエルン物語」／指揮者サヴァリッシュ，バイエルン最後の指揮（テレビ朝日、テレコム・ジャパン）
- 「時の薫り」ヨーロッパの都市文化を題材とした映像詩（フジテレビ、テレコムスタッフ）
- 「シルエット」ヨーロッパの芸術家のミニドキュメンタリー（フジテレビ、テレコムスタッフ）
- ハイ・ビジョンスペシャル　「摩天楼アール・デコ・ストーリー」（NHK、インテルヴィスタ）
- 「世界わが心の旅」　夏木マリ『ポーランド抵抗の詩』（NHK-BS2、ドキュメンタリー・ジャパン）
- 「フォトグラフィア」写真と音楽のコラボレーション・田原桂一VS藤舎明生　・細江英公VS日野皓正　・沢渡朔VS溝口肇・奈良原一高VSゴンザレス三上　・東松照明VS喜納昌吉・安珠VS細野晴臣　・ジャン・ラリビエールVSヴァロネ・ウィラ（NHK BS-2、テレコムスタッフ）
- 「ワーズワースの冒険」詩人田村隆一のイギリスの休日（フジテレビ、テレコムスタッフ）
- 金曜スペシャル　『オリンピックの世紀』（NHK BS-2、ドキュメンタリー・ジャパン）
- 「ヒロインたちの反乱」台本の無いドラマ　浅野温子篇、夏木マリ篇（WOWOW、ビターズエンド）
- 「世界の車窓から１０周年スペシャル」　中国大陸縦断の旅／出演　伊武雅刀（テレビ朝日、テレコムスタッフ）
- 「よみがえれクメールの微笑み」　カンボジア自立への支援（ベターライフ・チャンネル、テレコムスタッフ）
- 1987年 - 2008年「世界の車窓から」（富士通提供）テレビ朝日/テレコムスタッフ
- 1995年 - 1999年「鳥になる日」（トヨタ提供）世界4大陸、21か国を空撮 フジテレビ
- 「素敵な宇宙船地球号」　生け垣という小さな森の物語〜イングランド（テレビ朝日、テレコムスタッフ）
- 2000年「星の王子様と飛ぶ空中大紀行」NHK星の王子さまに会いにいく／サン＝テグジュペリ生誕１００年（NHK 総合放送、テレコムスタッフ）
- 2002年「地球に乾杯～アオザイルネサンス」NHK総合出演：横木安良夫
- 2002年「地球に好奇心～アオザイルネサンス」NHK BS2 出演：横木安良夫
- 2002年「大空の撮影魔術師・シャルレー・ルコール」（SONY/NHKハイヴィジョン）
- 「世界の車窓から　5000回スペシャル　イタリア地中海沿岸の旅」／出演 沢田研二（テレビ朝日、テレコムスタッフ）
- 「Edge」／未来を探す　『よみがえる灰の記憶』詩人．守中高明『ユリシーズの運命、詩の行方』詩人・白石かずこ（ベター・ライフ・チャンネル、テレコムスタッフ）
- 「Two Generations 〜団塊の世代とそのジュニアたち〜」／鈴木正文(ENGINE編集長)・文彦篇　佐久間俊治（笹崎ボクシングジム・マネージャー）一家篇ベターライフ・チャンネル、テレコムスタッフ）
- 「世界わが心の旅」　溝口肇　『プエルトリコ／カザルスの輪を探して』（NHK BS-2、テレコムスタッフ）
- 「世界の車窓から20周年スペシャル」（テレビ朝日、テレコムスタッフ）
- 「Concert for Hiroshi」大口広司一周忌コンサート（歌謡ポップスチャンネル）
- 2009年 - 「世界の街道をゆく」（キヤノン提供）テレビ朝日/テレコムスタッフ 撮影：横木安良夫

## 著作
- 2000年 写真集「『Adiew〜記憶のなかの異郷〜』BeeBooks)
- 2002年 写真エッセイ集『星の王子さまへの旅』東京書籍）
- 2006年 『世界銘酒紀行』FoodisTVとの共著　東京書籍）

## 写真展
- 2000年 「アデュー」
- 2008年 「バガボンドの微笑み」 大口広司との2人展 MORIS GALLERY
- 2009年 「バガボンドの微笑み」 大口広司遺作展 2人展 BAJRA GALLERY
- 2009年 「漂泊の日々/Les jours d'errance」キヤノンギャラリー銀座 梅田

## ＤＶＤ
- 「Enter The Panther 2003 」萩原健一コンサート　（Vap）
- 「シェフ列伝」（Foodies TV）

## レーザーディスク
- 「沢渡朔の世界 BY THE SEA」
- 「バーツラフ・ノイマン指揮チェコ・フィルハーモニー・シリーズ」

・ドヴォルジャーク　交響曲第９番『新世界より』　・チェロ協奏曲・スラブ舞曲・スメタナ　交響詩『わが祖国』・ベートーヴェン　交響曲第９番　（指揮ヴォルガング・サヴァリッシュ）

## コマーシャル、ビデオ・パッケージ
- 富士急ハイランド　富士急日本ランド　明治サンテ・オーレ、劇団四季ミュージカル『ハンス』　住友銀行、YAMAHA オートバイDT-125　ブティックJOY　ノエビア化粧品、資生堂　日向敏文CD PREMIER　PENTAX

## ラジオ番組
- 音の本棚／ラジオドラマ　（FM東京）
- ザ・サウンド・オブ・ブラック50　（FM東京）
- クロス・メディア5／5人の著名人による2時間スペシャル　（FM東京）
- 地球は音楽だ／世界各地を題材にした音楽紀行番組　（FM東京）
- マンハッタン・オプ／矢作俊彦原作のラジオドラマシリーズ（FM東京）
- アゲイン／矢作俊彦がパーソナリティを務めたトーク＆音楽番組（ヨコハマFM)

## エッセイ
- 一体地球は回っているのか？／チェコ・リポート『ボヘミアは気になる13歳』　（漫画アクション）
- 大地の風貌／『鳥になった』日々へのオマージュ（NAVI 1999年10月号）
- 空のエンジン／サン=テグジュペリの空を飛ぶ（ENGINE 2001年4月号）
- 車窓の記憶（JR東海グリーン車車内誌『ひととき』2006年8月号）

## 舞台演出
- 蜷川有紀　朗読会＋Internet Live 『失いしものへの祈り』（大東新社、恵比寿ガーデンプレイス）
- DIC トリロジー・ダイヤモンド発表ファッションショー

## 参考
- ANA WORLD CURRENT
- 日本カメラ